# Observatorij Čomsongde
Čomsongde (korejsko 첨성대; handža: 瞻星臺; dobesedno 'stolp za opazovanje zvezd') je astronomski observatorij v Gjongdžuju v Južni Koreji. Čomsongde je najstarejši ohranjeni astronomski observatorij v Aziji in morda celo na svetu. Zgrajen je bil v obdobju Sila, med vladavino kraljice Sondok (vladala 632–647 n. št.). Čomsongde je bil 20. decembra 1962 razglašen za 31. narodni zaklad države. Je del [[[[Zgodovinska mesta v Gjongdžuju|zgodovinskega območja Gjongdžu]g, ki je na Unescovem seznamu svetovne dediščine.

## Struktura
Čomsongde je visok 9,17 metra in je sestavljen iz treh delov: stilobata oziroma podstavka, na katerem je zgrajen steber, ukrivljenega valjastega telesa in kvadratnega vrha. Na sredini telesa stoji kvadratno okno in vhod v notranjost strukture. Če ga gledamo od zgoraj, Čomsongde spominja na korejski znak handža 井 (hangul: 정 džong), kar pomeni 'vodnjak'.
Kvadratni stilobat je širok 5,7 metra in zgrajen iz ene plasti 12 pravokotnih kamnov. Od podstavka do okna je stolp napolnjen z zemljo in ruševinami.
Valjasto telo stolpa je zgrajeno iz 365 kosov rezanega granita, ki simbolizirajo število dni v letu. Vendar pa različni zgodovinski dokumenti poročajo o različnem številu kamnov. Song (1983) navaja pregled najdišča iz leta 1962, ki ga je opravil direktor Narodnega muzeja Gyeongju, Hong Sa-jun, ki je našel 366 blokov. To neskladje v številu kamnov je mogoče pripisati temu, da so nekateri raziskovalci vključili ali izpustili kamnito ploščo na vrhu stolpa, ki ni vidna od zunaj. Kamni so oblikovani kot obročasti sektorji, kar pomeni, da ima vsak kamen obliko ukrivljenega ali upognjenega pravokotnika.
Na vrhu sta dve stopnji Džongdža-soka (井字石) in domneva se, da je bila na njem nameščena opazovalna naprava.
Njegov slog gradnje je podoben tistemu, ki se uporablja v Bunhvangsi v Gjongdžuju.

## Simbolika
Število in postavitev kamnov v Čomsongdeju naj bi predstavljala različne zgodovinske in astronomske številke.
Osrednja luknja ali okno ločuje telo na 12 plasti kamnov, tako zgoraj kot spodaj, ki simbolizirajo 12 mesecev v letu in 24 solarnih izrazov. Poleg tega se lahko 12 kamnov, ki sestavljajo stilobat, nanaša tudi na 12 mesecev.

## Ohranjanje
Prvotni videz in oblika Čomsongdeja sta ostala nespremenjena že več kot 1300 let; vendar je struktura zdaj rahlo nagnjena proti severovzhodu. Leta 2007 je bil nameščen sistem za merjenje stanja Čomsongdeja vsako uro. Posebej zaskrbljujoče so razpoke in strukturni premiki ter premiki temeljnih kamnov. Čomsongde je poleg tega dovzeten za obrabo zaradi staranja in preperevanja, zlasti zaradi onesnaženosti zraka in strukturnega neravnovesja, ki ga povzroča posedanje tal. Zunanjost strukture se redno spere, da se odstrani mah.
Nacionalni raziskovalni inštitut za kulturno dediščino v Koreji redno izvaja preglede strukture od leta 1981. Občinska uprava Gjongdžuja nadzira upravljanje in ohranjanje najdišča.

## V popularni kulturi
Čomsongde je omenjen v priljubljeni korejski drami Kraljica Sondok. V drami iz leta 2009 je bil Čomsongde zgrajen, ko je bila kraljica Sondok še princesa; to je bil njen prvi odlok kot princese. Čomsongde naj bi delil znanje astronomije z vsemi, namesto da bi dovolil, da bi ena oseba (gospa Misil) zlorabila to znanje. S tem se je odpovedala tudi svojim božanskim pravicam. Ker je bilo to takrat nenavadno in ker mnogi konservativci tega niso podpirali, se na otvoritvi Čomsongdeja ni pojavil skoraj noben plemič.